# Época gripal
A época gripal é um período recorrente anual, caracterizado pela prevalência de surtos de influenza (gripe). A estação ocorre durante a metade fria do ano em cada hemisfério . Às vezes, a atividade da gripe pode ser prevista e até rastreada geograficamente. Embora o início das principais atividades da gripe em cada estação varie de acordo com o local, em qualquer local específico essas epidemias menores geralmente levam cerca de três semanas para atingir o pico e outras 3 semanas para diminuir significativamente.

## Causa
Três famílias de vírus, Influenzavírus A, B e C, são os principais agentes infecciosos que causam gripe. Durante períodos de temperatura mais baixa, os casos de gripe aumentam aproximadamente dez vezes ou mais. Apesar de maior incidência de manifestações da gripe durante a estação, os vírus são na verdade transmitidos entre as populações durante todo o ano.
Cada temporada anual de gripe é normalmente associada a um subtipo de influenzavírus mais prevalente. O subtipo associado muda a cada ano, devido ao desenvolvimento de resistência imunológica à cepa do ano anterior (através de exposição e vacinação) e à alterações mutacionais nas cepas de vírus anteriormente inativas.
O mecanismo exato por trás da natureza sazonal dos surtos de gripe é desconhecido. Algumas explicações propostas são:
- As pessoas ficam em ambientes fechados com mais frequência durante o inverno, estão em contato próximo com mais frequência, e isso promove a transmissão de pessoa para pessoa.
- Um declínio sazonal na quantidade de radiação ultravioleta pode reduzir a probabilidade do vírus ser danificado ou morto por danos diretos de radiação ou efeitos indiretos (como concentração de ozônio), aumentando a probabilidade de infecção.
- Temperaturas frias levam ao ar mais seco, que pode desidratar as mucosas, impedindo que o corpo se defenda efetivamente contra infecções por vírus respiratórios.[2][3][4]
- Os vírus são preservados em temperaturas mais frias devido à decomposição mais lenta, portanto permanecem mais tempo em superfícies expostas (maçanetas, bancadas, etc.).
- Nos países onde as crianças não vão à escola no verão, há um início mais relevante da temporada de gripe, coincidindo com o início da escola pública. Pensa-se que o ambiente da creche é perfeito para a propagação de doenças.
- A produção de vitamina D da radiação ultravioleta-B na pele muda com as estações do ano e afeta o sistema imunológico.[5][6][7]

Pesquisas em cobaias mostraram que a transmissão do vírus em aerossol é aprimorada quando o ar está frio e seco. A dependência da aridez parece ser devida à degradação das partículas do vírus no ar úmido, enquanto a dependência do frio parece ser devida a hospedeiros infectados que propagam o vírus por um longo período de tempo. Os pesquisadores não descobriram se o frio prejudicava a resposta imune das cobaias ao vírus.
Pesquisas realizadas pelo Instituto Nacional de Saúde Infantil e Desenvolvimento Humano (NICHD) em 2008 constataram que o vírus influenza possui um "revestimento semelhante a manteiga". O revestimento derrete quando entra no trato respiratório. No inverno, o revestimento se torna uma casca endurecida; portanto, pode sobreviver no clima frio semelhante a um esporo. No verão, o revestimento derrete antes que o vírus atinja o trato respiratório.

## Tempo
Nos Estados Unidos, a temporada de gripe é considerada de outubro a maio. Geralmente atinge o pico em fevereiro. Na Austrália, a temporada de gripe é considerada de maio a outubro. Geralmente atinge o pico em agosto.
As gripes sazonais também existem nos trópicos e subtrópicos, mas geralmente são menos definidas. Em Hong Kong, que tem um clima subtropical úmido, a gripe sazonal vai de dezembro a março, no inverno e no início da primavera.  

## Vacinação contra a gripe
As vacinas contra gripe têm sido usadas para diminuir os efeitos da gripe sazonal; vacinações contra pneumonia diminuem adicionalmente os efeitos e complicações da gripe sazonal. Como o Hemisfério Norte e Sul têm inverno em diferentes épocas do ano, na verdade existem duas estações de gripe a cada ano. Portanto, a Organização Mundial da Saúde (assistida pelos Centros Nacionais de Influenza) faz duas formulações de vacina a cada ano; uma para o norte e outra para o hemisfério sul.
De acordo com o Departamento de Saúde dos EUA, um número crescente de grandes empresas fornecem a seus funcionários vacinas contra gripes sazonais, ou a um pequeno custo para o funcionário ou como um serviço gratuito.  
A vacina trivalente atualizada anualmente contra a influenza consiste em componentes de glicoproteína de superfície de hemaglutinina (HA) dos vírus influenza H3N2, H1N1 e B da influenza. A cepa dominante em janeiro de 2006 foi o H3N2. A resistência medida aos medicamentos antivirais padrão amantadina e rimantadina no H3N2 aumentou de 1% em 1994 para 12% em 2003 e 91% em 2005.

## Condições de saúde suscetíveis a causarem complicações
Condições médicas que comprometem o sistema imunológico aumentam os riscos da gripe.

### Diabetes
Milhões de pessoas têm diabetes. Quando os açúcares no sangue não são bem controlados, os diabéticos podem desenvolver rapidamente uma ampla gama de complicações. O diabetes resulta em níveis elevados de açúcar no sangue no organismo, e esse ambiente permite que vírus e bactérias prosperem.
Se o açúcar no sangue estiver mal controlado, uma gripe leve pode rapidamente se tornar grave, levando à hospitalização e até à morte. Açúcares no sangue não controlados suprimem o sistema imunológico e geralmente levam a casos mais graves de resfriado comum ou influenza. Assim, é recomendado que os diabéticos sejam vacinados contra a gripe antes do início da gripe sazonal.

### Asma/DPOC
Recomenda-se que os pacientes asmáticos e com DPOC sejam vacinados contra a gripe antes da gripe sazonal. Pessoas com asma podem desenvolver complicações com risco de vida devido à influenza e aos vírus do resfriado comum. Algumas dessas complicações incluem pneumonias, bronquite aguda e síndrome do desconforto respiratório agudo.
A cada ano, complicações relacionadas à gripe nos EUA afetam quase 100.000 asmáticos, e milhões são vistos na sala de emergência devido à falta de ar grave. Recomenda-se a vacinação de asmáticos entre outubro e novembro no Hemisfério Norte, antes do pico da temporada de gripe. A vacina contra a gripe funciona melhorando o sistema imunológico do corpo e leva cerca de 2 semanas para se tornar eficaz. 

### Câncer
Pessoas com câncer geralmente têm um sistema imunológico suprimido . Além disso, muitos pacientes com câncer são submetidos a terapia de radiação e medicamentos imunossupressores potentes, o que suprime ainda mais a capacidade do organismo de combater infecções. Todas as pessoas com câncer são altamente suscetíveis e correm o risco de complicações decorrentes da gripe. Pessoas com câncer ou histórico de câncer devem receber a vacina contra a gripe sazonal. A vacinação contra a gripe também é rigorosa para pacientes com câncer de pulmão, pois o câncer leva a complicações de pneumonia e bronquite. Pessoas com câncer não devem receber a vacina por spray nasal. A vacina contra a gripe é composta por vírus inativados (mortos) e as vacinas por spray nasal são constituídas por vírus vivos. A vacina contra a gripe por injeção é mais segura para aqueles com um sistema imunológico enfraquecido. Aqueles que receberam tratamento contra o câncer, como quimioterapia e/ou radioterapia no último mês, ou têm uma forma sanguínea ou linfática de câncer, devem ligar imediatamente para o médico se suspeitarem de gripe.

### HIV/AIDS
Os indivíduos que adquirem o vírus da imunodeficiência humana (HIV) são muito propensos a uma variedade de infecções. O HIV tem uma tremenda capacidade de destruir o sistema imunológico do corpo, o que a torna propensa não apenas a infecções virais, mas também a distúrbios bacterianos, fúngicos e protozoários. Pessoas com HIV correm um risco maior de complicações graves relacionadas à gripe. Muitos relatos mostraram que indivíduos com HIV podem desenvolver pneumonias graves que precisam de hospitalização e antibioticoterapia agressiva. Além disso, as pessoas com HIV têm uma gripe sazonal mais longa e correm um alto risco de morte. A vacinação com a vacina contra a gripe demonstrou aumentar o sistema imunológico e proteger contra a gripe sazonal em alguns pacientes com HIV; indivíduos que têm HIV devem ser vacinados apenas com a vacina inativada contra influenza. Qualquer paciente com HIV que tenha sido exposto a outras pessoas com influenza deve consultar um médico para determinar se há necessidade de medicamentos antivirais.

## Ocorrências notáveis
A temporada de gripe de 2012-2013 foi particularmente dura nos Estados Unidos, onde a maioria dos estados relatava altas taxas de doenças semelhantes à influenza. Os Centros de Controle e Prevenção de Doenças relataram que a vacina contra a gripe disponível era 60% eficaz. Além disso, recomendou que todas as pessoas com mais de 6 meses de idade recebessem a vacina.